# Idaea prosartema
Idaea prosartema là một loài bướm đêm trong họ Geometridae.